# Pilularia globulifera
La pilularia comune (Pilularia globulifera L., 1753) è un tipo di felce della famiglia delle Marsileaceae. È originaria dell'Europa occidentale, dove cresce ai bordi di laghi, stagni, fossi e paludi, su terreno umido argilloso o argilloso-sabbioso, a volte sommerso dall'acqua fino a 30 cm di profondità.

## Descrizione
La pilularia ha foglie sottili, cilindriche, simili a quelle del giunco e alte fino a 8 cm; l'estremità della foglia si srotola man mano che questa cresce. Ha uno sporocarpo a forma di pisello con quattro sezioni di circa 3 mm di diametro, ciascuna formata da una foglia modificata e contenente diversi sori contenenti sia sporangi che microsporangi; la specie è quindi eterospora.

## Habitat
La pilularia cresce su terreni fangosi ai bordi di laghi, stagni e altri corsi d'acqua che devono essere sommersi per almeno una parte dell'anno. Predilige zone poco popolate da altre specie che possano farle concorrenza nella crescita. La popolazione può variare notevolmente di anno in anno; a volte può scomparire del tutto da un determinato sito per poi ricomparire molti anni dopo, stimolata da interventi di pulizia del terreno. Questa specie è sempre più rara in quanto i suoi habitat sono minacciati dall'eutrofizzazione e dal drenaggio ed è segnalata come in pericolo di estinzione in quasi tutti i paesi in cui cresce.